# Caroline Hartmann
Caroline Hartmann (* 27. Oktober 1807 in Münster bei Colmar; † 30. Juli 1834 ebenda) war eine deutsche Pianistin und Schülerin von Frédéric Chopin.

## Leben
Sie war die einzige Tochter des musikliebenden Textilfabrikanten Jakob (Jacques) Hartmann (1774–1839) in Münster bei Colmar aus dessen erster Ehe mit Caroline Hartmann geb. Schuch (1788–1807), die kurz nach der Geburt des Kindes verstarb. Er besaß in Münster „einen schönen englischen Garten, mit einem den ersten Componisten geweiheten Musentempel.“ Schon früh zeigte sie außerordentliche Anlagen zur Musik, verbunden mit einem äußerst feinen Gehör. Obwohl sie kaum Unterricht erhielt, war sie schon in jungen Jahren eine hervorragende Pianistin. Das bescheinigten ihr zahlreiche durchreisende Künstler wie Louis Spohr, Heinrich Joseph Baermann, Johann Peter Pixis und Henri Herz. Spohr, der sie im März 1816 kennenlernte, schreibt, dass sie damals bereits das Laienorchester ihres Vaters leitete, in dem er selbst Fagott spielte und seine Schwester sowie seine Tochter Klavier:

„Letztere, ein Kind von acht Jahren, ist der Glanzpunkt dieses Dilettantenorchesters. Sie spielt bereits sehr schwere Kompositionen mit bewundernswerter Fertigkeit und Genauigkeit. Mehr noch wie dieses überraschte mich ihr feines musikalisches Gehör, womit sie (vom Piano entfernt) die Intervallen der verwickeltsten und vollgriffigsten, dissonierenden Akkorde, die man ihr anschlägt, erkennt und die Töne, woraus diese bestehen, in ihrer Folge nennt. Aus diesem Kinde wird gewiß einst, wenn es gut geleitet wird, eine ausgezeichnete Künstlerin werden.“

Henri Herz widmete ihr 1830 seine Variations brillantes sur la dernière valse de C. M. de Weber op. 51. Zu ihren Bewunderern zählte auch der damals in Mülhausen im Elsass lebende Komponist Friedrich Burgmüller, der ihr 1833/34 seine Variations brillantes op. 10 dedizierte.
Im Spätsommer 1833 unternahm sie mit ihrem Vater eine Reise nach Paris, wo sie Schülerin von Franz Liszt und Frédéric Chopin wurde. Letzterer widmete ihr die Erstausgabe seines Rondeau Es-Dur op. 16, die im März/April 1834 im Druck erschien.
Aufgrund der großen Anstrengungen, mit der sie ihre Studien betrieb, erkrankte sie Anfang 1834 an einer tödlichen „Brustkrankheit“, die sie zu einer Rückkehr nach Münster zwang. Ihr früher Tod wurde in der damaligen Musikpresse allgemein als großer Verlust für die Musikwelt beklagt.